# ایوب والی
ایوب والی (زاده ۱۸ مرداد ۱۳۶۶) بازیکن سابق و مربی فوتبال اهل ایران است.

## دوران باشگاهی
او برای باشگاه فوتبال فولاد خوزستان در تمامی رقابت‌ها ۲۰۲ بازی انجام داده و ۱۵ گل به ثمر رسانده‌است. ایوب والی ۲ بهمن ۱۴۰۲ رسما از فوتبال خداحافظی کرد.

## حواشی

### دوپینگ
در جریان چهاردمین دورهٔ لیگ برتر فوتبال ایران نمونه آزمایش دوپینگ وی مثبت اعلام شد.

## افتخارات

### فولاد خوزستان
- لیگ برتر خلیج فارس
  - قهرمان(۱): ۹۳–۱۳۹۲
- جام حذفی فوتبال ایران
  - قهرمان(۱): ۱۴۰۰–۱۳۹۹
- سوپر جام
  - قهرمان(۱): ۱۴۰۰